# Prosiccia albescens
Prosiccia albescens är en fjärilsart som beskrevs av Rothschild 1912. Prosiccia albescens ingår i släktet Prosiccia och familjen björnspinnare. Inga underarter finns listade i Catalogue of Life.